# Dommartin (Doubs)
Dommartin település Franciaországban, Doubs megyében. Lakosainak száma 819 fő (2022. január 1.). Dommartin Pontarlier, Vuillecin, Houtaud és Val-d’Usiers községekkel határos.

## Népesség
A település népességének változása:
| Lakosok száma | 210  | 482  | 466  | 544  | 644  | 677  | 710  | 737  | 766  | 819  |
|               | 1968 | 1982 | 1990 | 2006 | 2013 | 2015 | 2017 | 2019 | 2020 | 2022 |